# Otto Kirchhoff
Otto Kirchhoff (* 10. Oktober 1954) ist ein deutscher Kameramann aus München.
Otto Kirchhoff wurde ab Ende der 1970er Jahre als Kameraassistent tätig. Mit Die Supernasen begann seine Laufbahn als eigenständiger Kameramann für Film und Fernsehen. Bis 2002 wirkte er an 16 Produktionen mit.

## Filmografie (Auswahl)
- 1983: Die Supernasen
- 1986: Polizeiinspektion 1 (Fernsehserie, 17 Folgen)
- 1990: The Wonderbeats – Kings of Beat
- 1991: Rama dama
- 1991: Manta – Der Film
- 1993–1994: Die Männer vom K3 (Fernsehserie, 2 Folgen)
- 1994–1995: Schloß Hohenstein (Fernsehserie, 5 Folgen)
- 1995: Glück auf Raten
- 1997: Leben in Angst
- 1998–1999: Adelheid und ihre Mörder (Fernsehserie, 6 Folgen)
- 2000: Der Bulle von Tölz: Schöne, heile Welt
- 2001: Wie buchstabiert man Liebe?
- 2002: Brücken der Liebe